# József Várszegi
Jozsef Varszegi (Hungría, 7 de septiembre de 1910-7 de junio de 1977) fue un atleta húngaro, especialista en la prueba de lanzamiento de jabalina en la que llegó a ser medallista de bronce olímpico en 1948.

## Carrera deportiva
En los JJ. OO. de Londres 1948 ganó la medalla de bronce en el lanzamiento de jabalina, con una marca de 67.03 metros, quedando en el podio tras el finlandés Tapio Rautavaara (oro con 69.77 metros) y el estadounidense Steve Seymour (plata).